# Vương Anh (nhà Nguyên)
Vương Anh (chữ Hán: 王英, 1262 – 1357), tự Bang Kiệt, xước hiệu Đao vương, người Ích Đô , tướng lãnh nhà Nguyên.

## Thiếu thời
Anh tính cứng rắn, quả cảm, có tiết tháo, lại còn mãnh mẽ hơn người, giỏi cưỡi ngựa bắn cung. Anh được nối chức của cha, làm Cử Châu dực thiên hộ. Hai cha con đều giỏi dùng song đao, được người đời đặt hiệu là Đao vương.

## Thành tựu
Năm Chí Nguyên thứ 29 (1292) thời Nguyên Thế Tổ, Giang Tây Hành Xu mật viện mệnh cho Anh soái quân đi Nam Hùng, đánh dẹp nghĩa quân Khâu Đại Lão. Hơn 600 nghĩa quân đột ngột kéo đến, Anh giao chiến với họ, giết cừ soái Lưu Bả Đông và hơn 90 người.
Năm Nguyên Trinh đầu tiên (1295) thời Nguyên Thành Tông, Anh theo Tả thừa Đổng Sĩ Tuyển dẹp nghĩa quân Đại Sơn của Lưu Quý, bắt được hắn. Năm thứ 2 (1296), Anh dẹp nghĩa quân 2 châu Vĩnh Tân, An Phúc, tàn dư đều yên.
Năm Duyên Hữu thứ 2 (1315) thời Nguyên Nhân Tông, Ninh Đô có kẻ nổi dậy, hành tỉnh mệnh cho Anh soái các vạn hộ đi dẹp. Nghĩa quân ngày càng lớn mạnh, Anh trận nào cũng thắng, chém giết không đếm xuể, thây phơi đầy đồng, nước không chảy được. Hành tỉnh bình chương Lý Thế An sai Anh đi rước quân đội do Giang Chiết bình chương Trương Lư chỉ huy ở nội địa đất Mân, đến Mộc Ma Khanh thì bắt được thủ lĩnh nghĩa quân là Thái Ngũ Cửu. Anh lại đuổi theo nghĩa quân đến Thượng Hổ Chướng, gặp hơn 3000 nghĩa quân, đem giết sạch.
Năm Chí Trì đầu tiên (1321) thời Nguyên Anh Tông, nhờ đại thần tiến cử, Anh được thụ chức Trung vũ hiệu úy, Ích Đô Truy Lai vạn hộ phủ Phó thiên hộ.
Năm Thiên Lịch đầu tiên (1328) thời Nguyên Văn Tông, Anh được thụ chức Tuyên vũ tướng quân. Năm Chí Thuận thứ 2 (1331), hành tỉnh mệnh cho Anh chiêu dụ hơn 2000 nghĩa quân của bọn Trương Tư Tiến ở Quế Dương Châu. Anh đến nơi, tỏ rõ uy tín, bọn thủ lãnh nghĩa quân kéo nhau xin hàng.
Năm Nguyên Thống đầu tiên (1331) thời Nguyên Huệ Tông, Anh được thụ chức Hoài viễn đại tướng quân, Đồng tri hải Bắc Hải Nam đạo Tuyên úy sử tư sự.
Năm Chí Nguyên thứ 3 (1337), nghĩa quân ở Vạn An Quân của bọn Ngô Nhữ Kỳ nổi loạn, tập hợp 3000 người. Anh đến, nghĩa quân đều bị bắt. Chưa bao lâu, Lý Chí Phủ nổi dậy ở Chương Châu, Lưu Hổ Tử nổi dậy ở Triều Châu, triều đình giáng chiếu mệnh cho Giang Tây hành tỉnh hữu thừa Yến Thiếp Mộc Nhi đánh dẹp. Khi nghĩa quân mới nổi dậy, Anh đã trí sĩ, Bình chương chánh sự Bá Tát Lý nói với liêu tá rằng: "Đây dù là bọn trộm vặt, chẳng phải Đao vương thì không thể dẹp nổi. Người ấy tuy đã già, vẫn có thể lấy nghĩa mà khích." Họ bèn sai sứ đón mời, Anh đáp: "Nước nhà có việc, tôi dẫu già, sao có thể ngồi nhìn ru!" Anh cầm sóc lên ngựa, tinh thần hăng hái, vội lên đường. Đến khi dẹp xong nghĩa quân, công lao của Anh chiếm phần nhiều.

## Cái chết
Tháng 3 ÂL năm Chí Chánh thứ 17 (1357) , Mao Quý chiếm Ích Đô; Anh bấy giờ được 96 tuổi, bèn nói với con trai Vương Hoằng rằng: "Ta đời đời nhận ơn nước, quan cao lộc hậu, đều từng được hưởng. Nay già rồi, không thể chiến đấu để báo thiên tử, còn chịu ăn thứ gạo khác họ để cầu sanh ru!" Anh đến nước gạo cũng không uống, vài ngày thì mất ở hang Cần Tuyền.
Sơn Đông tuyên úy sứ Phổ Nhan Bất Hoa cùng hiến tư xin triều đình ban tuất điển cho An, trong sớ có câu: "Không ăn gạo của giặc, chết đói ở Cần Tuyền, có phong phạm của (Bá) Di, (Thúc) Tề, là kẻ trong sạch trong đám bề tôi."

## Dị sự
Mao Quý nghe tin, sai người đem quan tài và chăn áo đến để chôn cất; sắp liệm, nhấc thây không được, người ta đốt nhang khấn rằng: "Con ngài là Hoằng xin ngày về táng ở mộ phần tổ tiên." Khấn xong thì nhấc được thây, chẳng ai trông thấy không lấy làm kinh dị.